# Wojciech Kubiński
 Wojciech Marcin Kubiński (ur. 10 czerwca 1953 w Gdyni) – dr hab., polski językoznawca, przekładoznawca, tłumacz. 

## Życiorys
Profesor Uniwersytetu Gdańskiego, kierownik Katedry Translatoryki w Instytucie Anglistyki i Amerykanistyki Uniwersytetu Gdańskiego, a także profesor językoznawstwa angielskiego w Instytucie Pedagogiczno-Językowym Państwowej Wyższej Szkoły Zawodowej w Elblągu. 
W l. 1990-91 stypendysta Fulbrighta na University of California, San Diego (USA).
Jego żoną jest profesor Uniwersytetu Gdańskiego Olga Kubińska.

## Odznaczenia
- Krzyż Kawalerski Orderu Odrodzenia Polski (2014)[4]